# از ته قلب شکسته من
«از ته قلب شکسته من» (به انگلیسی: From the Bottom of My Broken Heart) تک‌آهنگی از بریتنی اسپیرز است که در سال ۱۹۹۹ میلادی منتشر شد. این تک‌آهنگ در آلبوم ...عزیزم یک بار دیگر (آلبوم) قرار داشت.